# Sabine Kehm

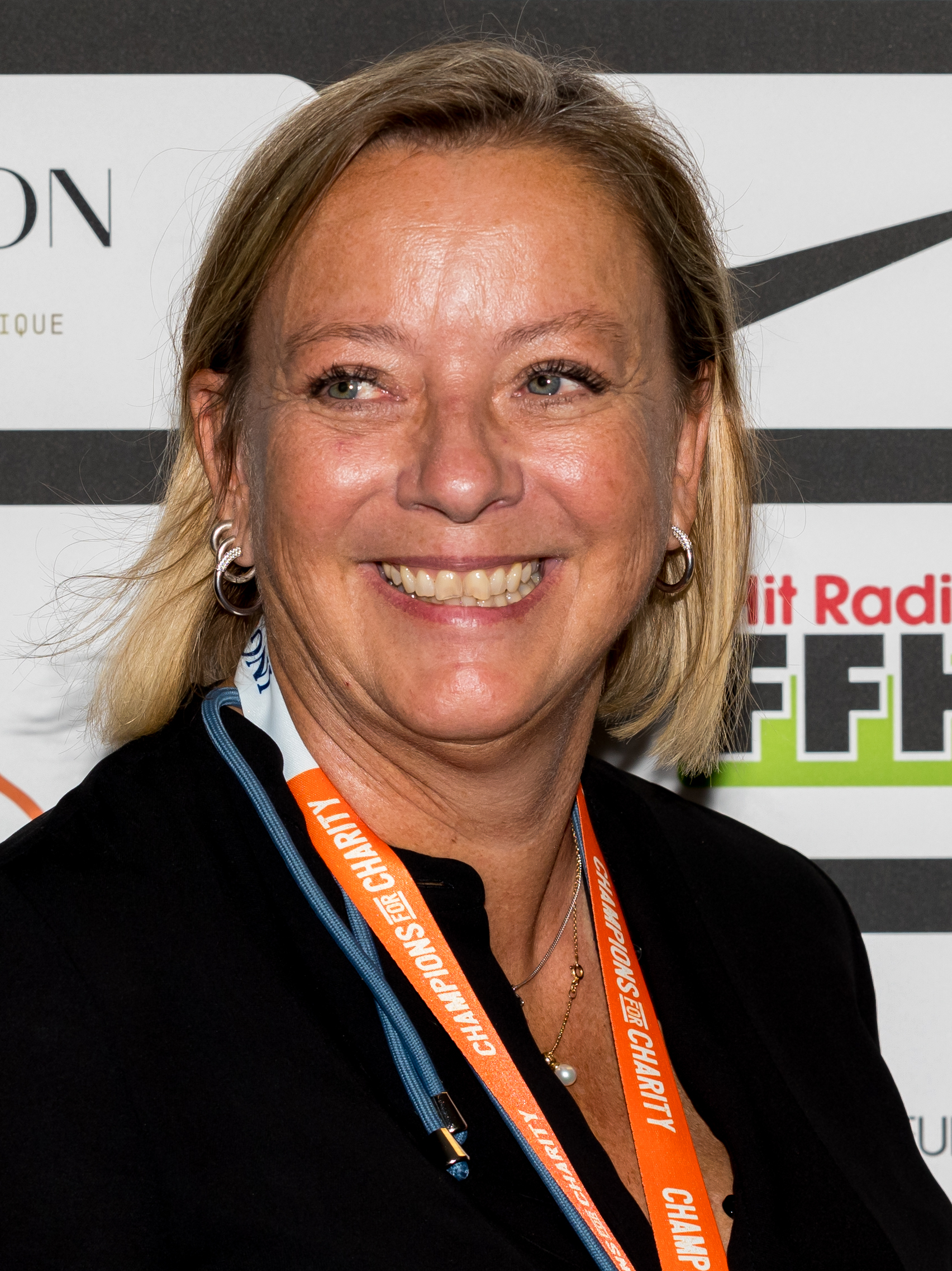
Sabine Kehm (2022)

Sabine Kehm (* 3. Dezember 1964) ist eine deutsche Journalistin, die Managerin des ehemaligen Automobilrennfahrers Michael Schumacher und dessen Sohns Mick.

## Leben
Sabine Kehm wuchs in Bad Neustadt an der Saale auf. Sie studierte Sport und Sportpublizistik an der Deutschen Sporthochschule Köln, schloss ihr Studium als Diplom-Sportlehrerin ab und absolvierte anschließend eine Ausbildung an der Axel-Springer-Journalistenschule in Berlin. Sie arbeitete zunächst im Sportressort der Tageszeitung Die Welt und nach einer Tätigkeit beim Magazin Sports übernahm sie eine Position als Sportredakteurin der Süddeutschen Zeitung.
Im Jahr 1999 erhielt Kehm einen Telefonanruf von Schumachers damaligem Manager Willi Weber; er suchte eine Pressesprecherin und Medienberaterin für den Weltmeister.
Nach Schumachers Rücktritt aus der Formel 1 im Jahr 2006 arbeitete sie als Kommunikationschefin für Ferrari für Mittel- und Osteuropa. Sie koordinierte dort auch die Medientermine Schumachers, der zu dieser Zeit als Berater für Ferrari tätig war.
Im Jahre 2010 übernahm sie das Management von Michael Schumacher und betreut auch nach dem Ski-Unfall von Schumacher im Dezember 2013 die Familie Schumacher. Sie managt auch Schumachers Sohn Mick, der ebenfalls bis 2022 in der Formel-1-Weltmeisterschaft fuhr.

## Werke
- mit Michel Comte: Michael Schumacher Driving Force. Steidl Verlag, Göttingen 2003, ISBN 3-88243-889-4.[8]
- als Herausgeberin: Formula Ferrari. Erste offizielle Inside-Story über das erfolgreichste Team in der Geschichte der Formel 1. Hoffmann und Campe, Hamburg 2005, ISBN 978-3-455-09501-2.
- als Herausgeberin: MSC – Die Karriere von Michael Schumacher, erzählt anhand seiner Rennwagen. (= Offizielles Buch zur Michael Schumacher Private Collection). Offizin Scheufele, Stuttgart 2018.
- mit Elmar Brümmer: Weltmeisterwagen Michael Schumacher. Delius Klasing, Bielefeld 2024, ISBN 978-3-667-12962-8.